# Gulf Air
Gulf Air (Árabe: طيران الخليج) es la aerolínea nacional del Reino de Baréin. La compañía opera vuelos regulares internacionales a unos 50 destinos en África, Asia, Europa y Oriente Próximo y Lejano. Su aeropuerto de referencia o hub es el Aeropuerto Internacional de Baréin. El logotipo de la compañía representa un halcón dorado.
La aerolínea no pertenece a ninguna alianza, si bien mantiene acuerdos con oneworld para ofrecer mejores tarifas en determinadas rutas. Además realiza operaciones de código compartido con otras aerolíneas y sus pasajeros pueden beneficiarse de algunas de las ventajas del programa de fidelización de Oman Air.

## Historia

### Control británico
A finales de los 40, el piloto británico Freddie Bosworth comenzó un servicio de aerotaxi desde Baréin a Doha y Dhahran. Posteriormente Bosworth decidió expandir sus servicios y el 24 de marzo de 1950 registró Gulf Aviation como una compañía privada. La aventura comenzó con 7 Avro Anson y 3 biplanos cuatrimotores De Havilland DH.86B, pero pronto se hizo patente la necesidad de una flota más moderna.[cita requerida]
Bosworth escogió para esta renovación los De Havilland Dove pero mientras se preparaba para la introducción del modelo en servicio murió en una demostración aérea en Croydon el 9 de junio de 1951.
En octubre de 1951 British Overseas Airways Corporation (BOAC) se convirtió en uno de los grandes accionistas de Gulf Aviation con un 22% del capital. La llegada de BOAC a Gulf Aviation supuso el establecimiento de servicios a Londres en abril de 1970 con un Vickers VC10 y potenció la renovación de la flota.

### Los 4 grandes socios: Baréin, Catar, Abu Dabi y Omán
El punto de inflexión de Gulf Aviation se sitúa en 1973, cuando los gobiernos del Reino de Baréin, el Estado de Catar, el Emirato de Abu Dabi y el Sultanato de Omán compraron las acciones que BOAC poseía de Gulf Aviation. El Tratado Fundacional firmado el 1 de enero de 1974 dio a cada Gobierno un 25% de la nueva Gulf Air, que pasaba así a ser la compañía nacional de los cuatro estados del Golfo.
Gracias al alquiler de algunos Lockheed L-1011 Tristar y Boeing 737, en 1976 Gulf Air expandió su red de destinos incluyendo a Amán, Ámsterdam, Atenas, Bagdad, Bangkok, Beirut, Colombo, Delhi, Daca, El Cairo, Hong Kong, Jartum, Yeda, Lárnaca, Manila, París, Ras al-Khaimah y Saná. La flota comprendía 4 Vickers VC10, 3 BAC One-Eleven, 2 Lockheed L-1011 Tristar 200 y 5 Boeing 737-200. Dos años después se duplicó el número de Tristar para sustituir los VC10 y se aumentó el número de Boeing 737 hasta 9 para retirar a los ya desfasados One-Eleven.
En los 80 tuvo lugar el gran desarrollo de Gulf Air. En 1980 la compañía se afilió a IATA y un año después tuvo el honor de ser la primera aerolínea extranjera en aterrizar en Riad. En 1988 la flota fue ampliada con Boeing 767, se lanzaron los vuelos a Fráncfort del Meno, Estambul, Damasco, Dar es Salaam, Fujairah y Nairobi y se retomaron los viajes a Shiraz y Bagdad.
Gulf Air celebró su 40.º aniversario en 1990, y para conmemorarlo sus trabajadores fueron uniformados con un traje azul claro y naranja de Balenciaga. Ese mismo año se presentaron las rutas a Singapur, Sídney y Trivandrum, convirtiéndose en la primera aerolínea árabe en volar a Australia. También fue pionera entre las compañías del en torno al iniciar en 1992 las conexiones directas con Johannesburgo y Melbourne. Al año siguiente inauguró su Centro de Simulación de Vuelo en Catar y abrió rutas a Casablanca, Entebbe, Yakarta, Kilimanjaro, Madrás, Roma, San'a', Zanzíbar y Zúrich.
En mayo de 1994 Gulf Air recibió su primer Airbus A340-300. En 1998 comenzó una política de prohibición del tabaco en sus vuelos a Singapur y Australia, norma que después extendería a todas sus rutas. En 1999 lanzó tres nuevos servicios al norte de Pakistán: Islamabad, Lahore y Peshawar. También recibió 2 de los 6 Airbus A330-200 esperados y un nuevo uniforme de Balmain.

### Primer abandono: Catar
En 2000 la aerolínea celebró su 50.º aniversario y en junio de ese año recibió los Airbus A330-200 restantes y lanzó un nuevo servicio a Milán.[cita requerida] En mayo de 2002, James Hogan fue nombrado presidente y CEO de Gulf Air y propuso una fuerte reestructuración de tres años de duración como respuesta a una drástica caída de los beneficios y a un nunca conocido aumento de la deuda. El Consejo de Administración aprobó por unanimidad el plan en la Junta Extraordinaria de Accionistas celebrada el 18 de diciembre. Ese mismo mes Catar abandonó su participación en Gulf Air. En 2003 la aerolínea presentó una nueva librea diseñada por Landor Associates, y el 1 de junio del mismo año nació Gulf Traveller, subsidiaria de vuelos económicos (que no de bajo coste). La compañía también presentó nuevos servicios ese año 2003, en concreto el 23 de noviembre, a Atenas y Sídney.
Gulf Air también anunció su contrato de patrocinio del Gran Premio de Baréin, vigente hasta 2010. Este acuerdo supuso la creación del Gulfair Bahrain Grand Prix, cuya primera edición tuvo lugar en 2004. Además presentó sus vuelos directos desde Dubái y Mascate a Londres y un enlace diario entre Abu Dabi y Ras Al Khaimah. El plan de reestructuración parecía funcionar al mostrar la aerolínea un fuerte crecimiento reflejado con el récord de 7 millones y medio de pasajeros transportados en ese año. Se mantuvo el patrocinio del Gran Premio de Fórmula 1 por los beneficios que suponía para la compañía, que de ese modo tenía publicidad mundial ante una gran audiencia y seguiría aumentando el número de pasajeros transportados a Baréin.
En diciembre de 2004 la empresa comunicó que había vuelto ser rentable tras obtener los mejores resultados económicos desde 1997. A pesar de unos costes no previstos de 80 millones de dólares USA por el alza del precio del petróleo durante el ejercicio, Gulf Air batió récords con un beneficio de 4 millones de dólares USA y sus ingresos se incrementaron un 23,8% hasta los 1.260 millones de dólares. Estos resultados confirmaron que el plan de reestructuración de 3 años aprobado en 2002 había llegado a buen puerto.
Los propietarios de Gulf Air (en ese momento el Reino de Baréin, el Emirato de Abu Dabi y el Sultanato de Omán) confirmaron su apoyo a futuras expansiones de la aerolínea a través de un nuevo plan estratégico de tres años que incluiría la renovación de la flota y la capitalización de la compañía mediante financiación privada. Asimismo la aerolínea pasó a ser incluida en las listas de compañías más seguras que elabora IATA.

### Abu Dabi funda su propia aerolínea
Con la publicación el 28 de abril de los nuevos horarios de verano de 2006 se confirmó el fin de Abu Dabi como centro de operaciones de la aerolínea a raíz de la decisión tomada el 13 de septiembre de 2005 por el Emirato de Abu Dabi de abandonar Gulf Air para establecer su propia compañía, Etihad Airways. A pesar de todo, Gulf Air emprendió una campaña local de publicidad para agraceder a Abu Dabi sus servicios en favor del desarrollo de la empresa. Estos hechos supusieron una reorganización de la red de destinos la aerolínea, que pasó a depender de dos centros de operaciones en los aeropuertos de Baréin y Mascate. Sin embargo, como la aerolínea había sido durante 35 años la compañía nacional de los Emiratos Árabes Unidos, tenía una importante clientela de esa procedencia, y por ello decidió mantener los vuelos desde Abu Dabi a Baréin y Mascate. De este modo, los usuarios de dichos vuelos podrían viajar a los demás destinos de la aerolínea desde estos dos aeropuertos.
Gulf Air cuenta con un simulador de vuelo en su sede central de Baréin. Con un coste de superior a los 9 millones de dólares, estas instalaciones de alta tecnología ofrecen entrenamiento en tiempo real para los pilotos de las flotas de Boeing 767, Airbus A320 y A330/340.
El 27 de abril de 2006 los Gobiernos de Baréin y Tailandia firmaron un acuerdo de cielos abiertos según el cual el número de vuelos entre ambos países dejaba de estar restringido. Gulf Air pasó así a ofrecer vuelos diarios desde Baréin a Bangkok y cuatro por semana desde Mascate. Posteriormente el acuerdo fue totalmente desarrollado al doblarse la frecuencia en julio del mismo año, con 14 vuelos semanales entre Baréin y Tailandia.
El 1 de octubre de 2006 James Hogan presentó su dimisión como presidente y CEO para ocupar el mismo cargo en Etihad Airways. Ahmed Al Hammadi sería su sustituto hasta que el suizo André Dosé (antiguo CEO de Crossair y Swiss International Air Lines) tomó posesión del cargo el 1 de abril de 2007. Apenas unos días después anunció su intención de llevar a cabo un plan de reestructuración por valor de 825 millones de dólares USA que incluiría la centralización en Baréin de todos los vuelos, el cierre de las rutas a Johannesburgo, Dublín, Yakarta, Singapur, Hong Kong y Sídney, la retirada de la flota de los 9 Boeing 767 y de forma escalonada, de los Airbus A340-300, la entrada de nuevos Airbus A321 en julio de 2007 y de Airbus A330-300 en 2009 y la no diferenciación de los despidos según la nacionalidad de los empleados sino simplemente por las necesidades de personal de sus lugares de trabajo. Esta decisión hizo que muchos empleados solicitasen trabajo en otras aerolíneas, de manera que en apenas un mes Gulf Air perdió unos 500 trabajadores. Esta sangría de empleados llevó a un alto cargo de la empresa a declarar que "el plan de reestructuración de Gulf Air no incluía despido alguno, pero que estaba sirviendo para eliminar aquellos trabajadores descontentos". El objetivo de la aerolínea es reducir su plantilla en un 25% a través de salidas voluntarias y prejubilaciones, además de congelar las contrataciones de nuevos empleados hasta nuevo aviso.

### Baréin controla la compañía
El 6 de mayo de 2007 el gobierno de Baréin se hizo con el 100% de la empresa tras abandonar su participación en ella el Gobierno de Omán. André Dosé presentó su dimisión el 23 de julio de 2007. Gulf Air planea para el invierno de 2007 iniciar sus servicios a Shanghái, Zúrich y Mánchester; y para el año siguiente los vuelos desde Baréin a Dar es Salaam. De este modo quedaría por fin cerrada la red de destinos de la aerolínea  (enlace roto disponible en Internet Archive; véase el historial, la primera versión y la última).
Otro de los cambios realizados afectó a la distribución de las plazas en cabina:
- Primera Clase
  - Asientos-cama en toda la flota de largo alcance
  - Sistemas de entretenimiento de tecnología punta
  - Mobiliario interior de último modelo (Airbus A340)

- Clase Business
  - Asientos totalmente reclinables en toda la flota de fuselaje ancho
  - Asientos ligeramente más reclinables en la flota de fuselaje estrecho
  - Sistemas de entretenimiento de tecnología punta

- Clase Económica
  - Sustitución de los asientos por otros más punteros y ligeros en toda la flota
  - Instalación de sistemas de entretenimiento con pantallas de vídeo en los respaldos de los asientos

Premios de Gulf Air en 2007:
- 1.er puesto - Mejor comida en clase económica (2007)
- 1.er puesto - Clase económica con mayor espacio para las piernas (2007)
- 1.er puesto - Mejores tarifas de Oriente Próximo (2007)

## Flota

### Flota Actual
A fecha de noviembre de 2023, la flota de Gulf Air se compone de las siguientes aeronaves con una edad media de 6,5 años:

## Accidentes e incidentes
- 23 de septiembre de 1983: el Vuelo 771 de Gulf Air se estrelló en el desierto intentando realizar un aterrizaje de emergencia provocado por la explosión de una bomba en la bodega (atentado terrorista). 112 muertos.

- 23 de agosto de 2000: el Vuelo 072 de Gulf Air se estrella provocando 143 muertos.

## Programa de fidelización
En 2003 Gulf Air lanzó su nuevo programa de fidelización Gulf Air Frequent Flyer Programme, que vino a sustituir al programa anterior, Falcon Frequent Flyer.[cita requerida] Este nuevo programa ganó varios premios en la 17.ª Gala Anual de los Premios Freddie, galardones que otorgan los socios de estos programas.
Gulf Air ofrece ventajas a los socios de los programas de fidelidad de Cathay Pacific, Oman Air y Virgin Atlantic Airways
Además existen algunas compañías de alquiler de coches que ofrecen ventajas a los miembros de programa de fidelización de Gulf Air. Estas son: Dollar Rent A Car, Hertz, Sixt y Thrifty Car Rental.

### Niveles de los miembros
Los miembros de Gulf Air FFP poseen un determinado tipo de tarjeta según los vuelos que hayan realizado.
- Blue Card
  - Facturación extra de 10 kg de equipaje
  - Etiquetas personales para su equipaje

- Silver Card
  - Facturación en mostradores dedicados
  - Acceso a salas VIP
  - Facturación extra de 15 kg de equipaje
  - Prioridad en el manejo del equipaje

- Gold Card
  - Facturación en mostradores dedicados
  - Acceso a salas VIP junto con un acompañante
  - Facturación extra de 20 kg de equipaje
  - Prioridad en el manejo del equipaje

## Acuerdos de código compartido
| - American Airlines - Cyprus Airways - Egypt Air - Garuda Indonesia - KLM Royal Dutch Airlines - Middle East Airlines | - Olympic Airlines - Oman Air - Pakistan International Airlines - Philippine Airlines - Qantas - Royal Jordanian - Saudi Arabian Airlines - Thai Airways |

## Subsidiarias
- Gulf Cargo
- Gulf Holidays

### Gulf Traveller
La aerolínea de clase turista Gulf Traveller cesó su actividad en abril de 2007 al retirarse toda la flota de Boeing 767 de acuerdo con la reorganización llevada a cabo tras el abandono de la empresa por parte de los Gobiernos de Abu Dabi y Omán.